# Al-Yahudu-Tafeln

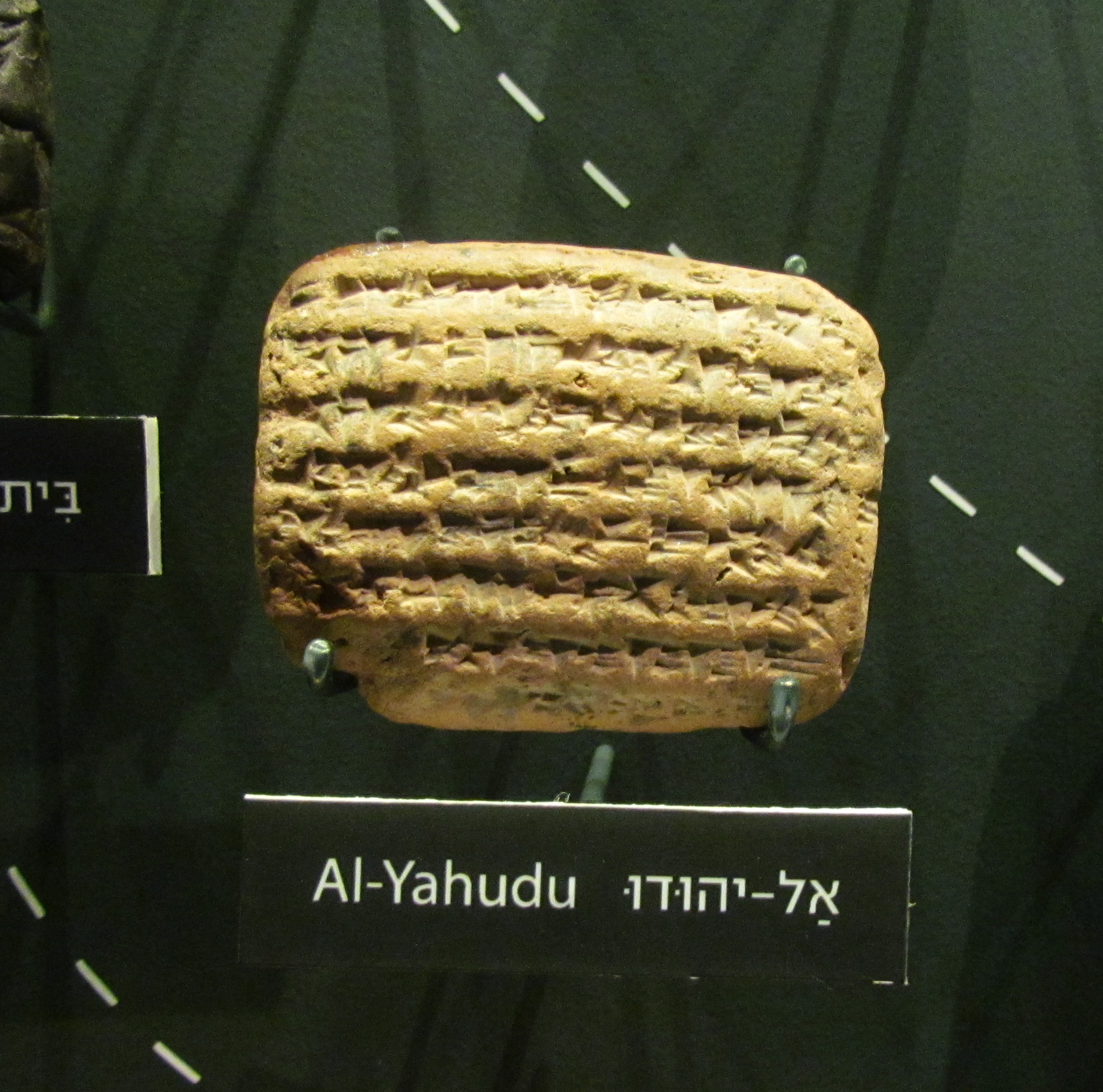
Eine einzelne in Keilschrift beschriftete Tontafel; Bible Lands Museum, Jerusalem. Dieser Fund enthält den Text „Āl-Yāhūdu“

Die Al-Yahudu-Tafeln sind eine Sammlung von etwa 200 Tontafeln aus dem 6. und 5. Jahrhundert v. Chr., die über die im Exil lebende judäische Gemeinschaft in Babylonien nach der Zerstörung des ersten Tempels berichten.

## Historische Zusammenhänge
Die Tontafeln enthalten Informationen über die körperliche Verfassung der Verbannten aus Juda und ihre ökonomische Lage in Babylon. Die Tafeln sind nach der in den Dokumenten erwähnten zentralen Siedlung al-Yahudu (Akkadisch: Die Stadt Juda) benannt.
Das früheste Dokument in der Sammlung stammt aus dem Jahr 572 v. Chr., etwa fünfzehn Jahre nach der Zerstörung des Tempels, während der Herrschaft von Nebukadnezar II. Die jüngste Tafel stammt aus dem Jahr 477 v. Chr., während der Herrschaft von Xerxes I., etwa 60 Jahre nach Beginn der Rückkehr nach Judah und etwa 20 Jahre vor dem Aufstieg von Esra.

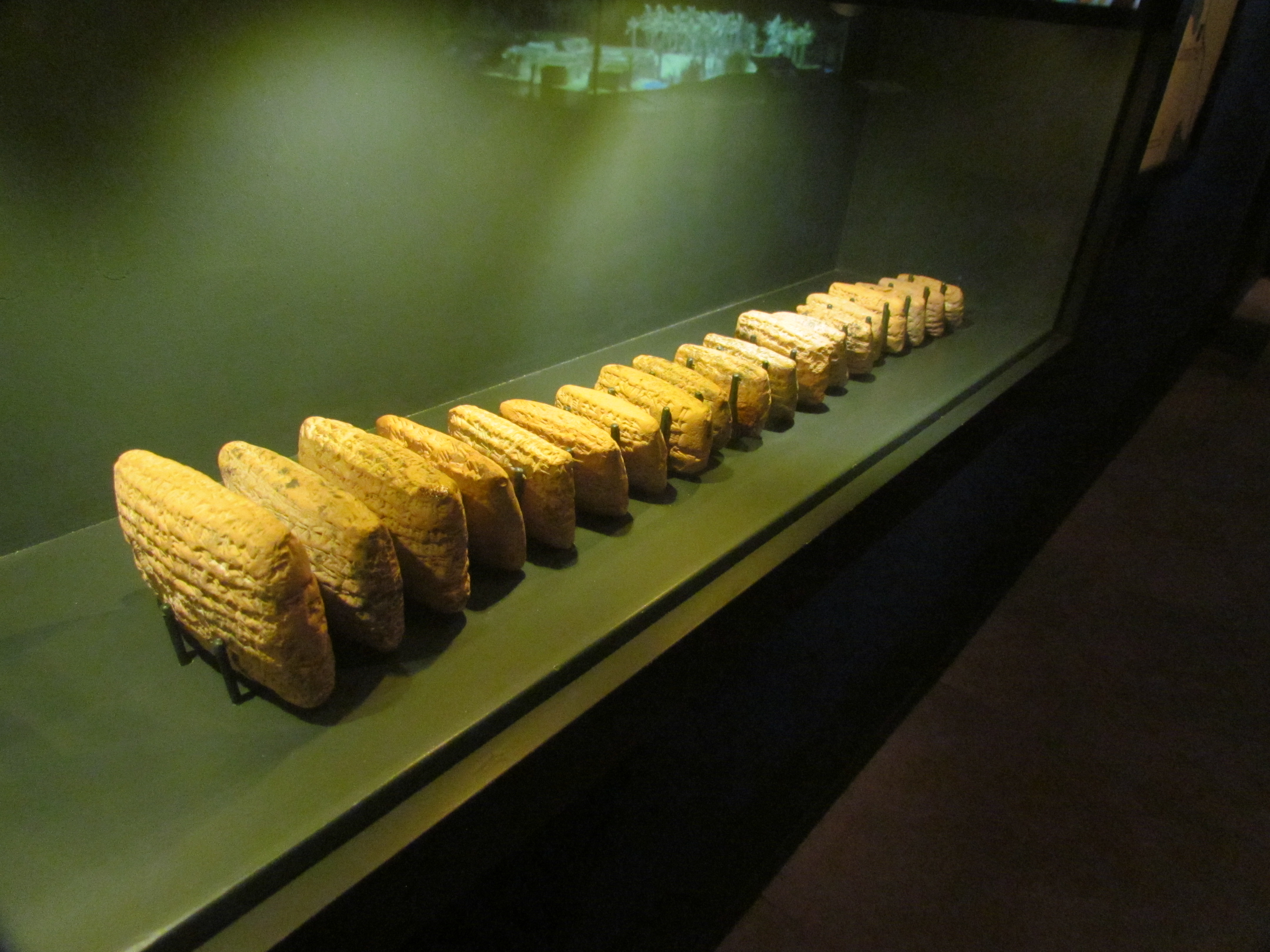
Die al-Yahudu-Tafeln

Die al-Yahudu-Tafeln decken einen Zeitraum von etwa hundert Jahren unter babylonischer, insbesondere persischer Herrschaft ab. Im Allgemeinen zeigen die Dokumente eine Ähnlichkeit zwischen dem Leben der Juden und anderer Exilanten in den Königreichen zu dieser Zeit. Grundsätzlich lässt sich sagen, dass die Dokumente das Spannungsverhältnis zwischen der Bewahrung jüdischer Identität, Sprache, Kultur und Religion und der Notwendigkeit und manchmal auch dem Willen zur Integration in das babylonische Leben bezeugen. In dieser Hinsicht entspricht das Leben in Babylon den Vorstellungen des Propheten Jeremia in einem Brief, den er nach dem Exil zu Jojachin, im Jahr 597 v. Chr., von Judah aus an die babylonischen Exilanten sandte.

## Fundsituation
Die veröffentlichten Aufzeichnungen enthalten keine Informationen über den Ort und das Datum einer Ausgrabung der Dokumente im Irak. Zumindest bleibt es fraglich, ob sie bei einer archäologischen Ausgrabung gefunden wurden. Das erste Mal, dass sie der Öffentlichkeit zugänglich gemacht worden sind, war in einem Artikel zweier französischen Archäologen aus dem Jahr 1999.